# 坦波夫區

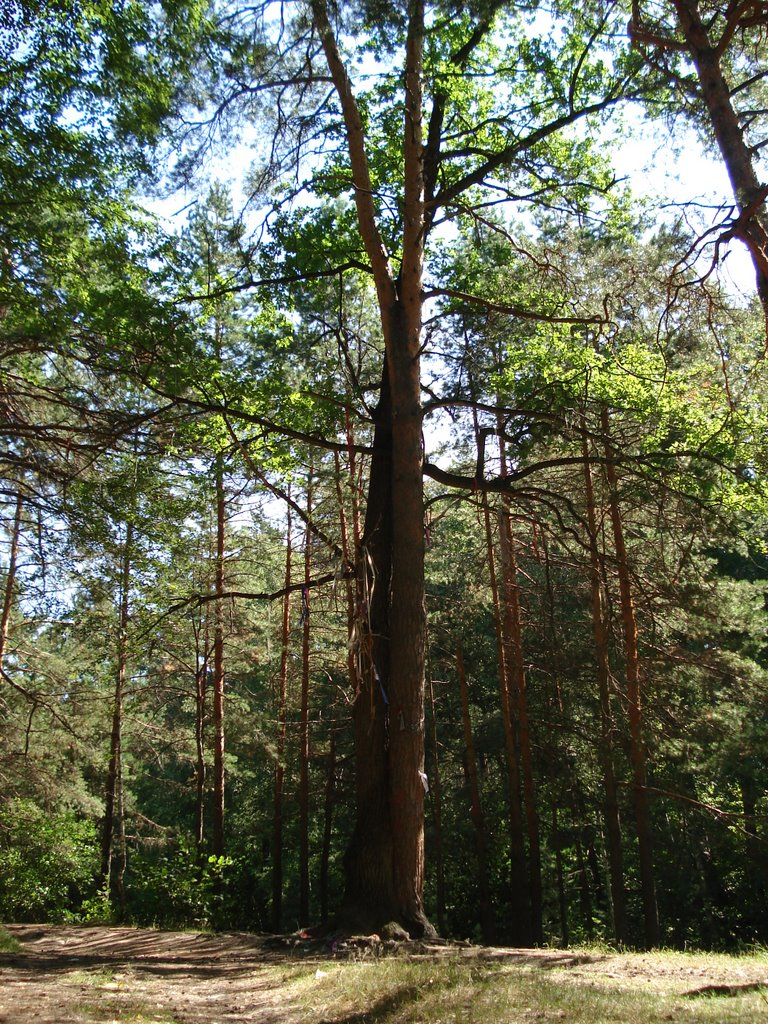

52°43′N 41°25′E / 52.717°N 41.417°E
坦波夫區（俄语：Тамбовский район），是俄羅斯的一個區，位於該國西部，由坦波夫州負責管轄，面積2,632平方公里，2010年該區人口102,786，人口密度每平方公里39.05人。